# Christus in der Wüste (Kramskoi)
Christus in der Wüste (russisch Христос в пустыне, Christos w pustyne) ist ein Gemälde des russischen Malers Iwan Kramskoi, in dem die Versuchung Jesu dargestellt wird und in dem besonders die Folgen des Fastens dargestellt sind. Kramskoi erhielt 1873 aufgrund des Bildes das Angebot einer Professur vom Rat der Russischen Kunstakademie. Er wies dies jedoch zurück, weil er vorher aus der Akademie ausgeschlossen worden war und sich entschlossen hatte, seine „jugendliche Haltung der Unabhängigkeit von der Akademie“ zu bewahren. In der Folge entwickelte sich das Bild zum Lieblingsbild von Pawel Tretjakow, der es bereits im Jahr der Fertigstellung für seine Galerie erwarb.

## Geschichte
Das Thema der Versuchung Christi hatte Kramskoi bereits in den frühen 1860ern interessiert. In dieser Zeit hatte er eine erste Zeichnung der Komposition angefertigt. Die erste Version des Bildes war mit 1867 datiert, erhielt aber keine Beachtung. Kramskoi empfand, dass ein Hochformat für das Bild unpassend sei. Er entschied sich für das Querformat und erfand die fahle Felswüste im Hintergrund. Wiederholt berichtete er in seinen Briefen an Wsewolod Michailowitsch Garschin über das Bild.

## Beschreibung
Christus in der Wüste ist eines von Kramskois Bildern mit Szenen aus dem Leben Jesu. Zu dieser Thematik schuf er die Bilder Freue Dich, König der Juden (Да здравствует Царь Иудеев!, Mt 27,28–30 ) und Herodias (Иродиада, Mt 14,3–9 ). Kramskoy benutzte vor allem Kalte Farben, die die Kälte des Tagesanbruchs im Hintergrund wiedergeben. Der gedankenversunkene Christus, der einen dunklen Umhang und eine dunkelrote Tunika trägt, ist aus der Mitte leicht nach rechts versetzt. Kramskoi schrieb: „Auf die Frage: ‚Das ist nicht Christus, woher weißt du denn, dass er so ausgesehen hat?‘ erlaubte ich mir immer zu antworten: ‚Selbst der wahrhaft lebende Christus wurde noch nicht erkannt.‘“ Weil der Horizont das Bild ziemlich genau in eine obere und eine untere Hälfte unterteilt, dominiert die Figur des Christus den Bildausschnitt und harmonisiert dennoch zugleich mit der strengen Wildnis. Das Bild unterstreicht die Vorstellung einer hypostatischen Union (von Mensch und Gott) und stellt einen geistlichen Kampf anstatt einer äußerlichen Bewegung dar.
Kramskoi verkaufte das Werk für 6.000 Rubel an Tretjakow.

## Rezeption
Das Gemälde rief viel Widerhall hervor und wurde bei der zweiten Ausstellung der Peredwischniki 1873 gezeigt. Tretjakow schrieb: „Ich mochte Kramskois ‚Erlöser‘ sehr… deshalb drängte ich darauf ihn zu erwerben, wobei jedoch viele Menschen ihn nicht sehr schätzten und andere ihn überhaupt nicht mochten. Meiner Meinung nach ist dies das beste Gemälde in unserer Schule zur Zeit; vielleicht liege ich jedoch falsch.“ Der Kritiker Wladimir Stassow schrieb, dass „eine traurige Stimmung empfindsam in der generellen physiologischen Komposition des Werkes anklingt“. Wsewolod Garschin hob den „Ausdruck von immenser moralische Kraft, den Hass gegen das Böse und die völlige Bereitschaft, es zu bekämpfen“ hervor. Iwan Gontscharow, der die Abhandlung „Christus in der Wüste. Ein Gemälde von Hrn. Kramskoi“ (russ.: „Христос в пустыне. Картина г. Крамского“) schrieb, formuliert seinen Eindruck, dass „die ganze Figur aus ihrer natürlichen Größe zusammengeschrumpft ist, zusammengezogen, nicht aus Hunger, Durst oder schlechtem Wetter, sondern aus innerlicher, unmenschlicher Einsicht in sein (Gottes) Denken und seinen Willen im Verlauf des Kampfes zwischen den Kräften von Geist und Fleisch“. Er unterstrich dabei, dass „nichts festliches, heroisches, siegreiches da ist – nur das zukünftige Geschick der Welt und allen Lebens eingeschlossen ist in dem bemitleidenswerten, kleinen Wesen, in ärmlicher Erscheinung, unter den Lumpen, in bescheidener Einfachheit, untrennbar verbunden mit echter Majestät und Kraft“.  Die jüngste Würdigung stammt von dem russischen Kunsthistoriker Georgi Wagner. Er verfasste den Artikel „Über die Interpretation von Kramskois Bildnis ‚Christus in der Wüste‘“ (Rus.: „Об истолковании картины И.Н. Крамского ‚Христос в пустыне‘“).
Rainer Maria Rilke erwähnt das Bild in seinem Essay Moderne russische Kunstbestrebungen: "Von [Kramskoi] giebt es einen Christus, einen verlassenen Nachdenker, dem die Gedanken in die Wüste gefolgt sind." Darüber hinaus findet sich in einem Buch aus Rilkes Besitz die folgende Notiz von ihm zu einer brieflichen Äußerung Kramskois über sein Gemälde: "Nicht der Christus, der Wunder thut sondern der den Ausweg zeigt aller Bedrängnis. Der erst einsam sein muss ..." Es wird vermutet, dass Rilkes Gedicht Der Ölbaum-Garten unter dem Eindruck von Kramskois Bild entstanden ist.